# 萊頓 (新澤西州)
萊頓（英語：Layton）是位於美國新澤西州蘇塞克斯縣的普查規定居民點。

## 人口
根據2020年美國人口普查的數據，萊頓的面積為18.11平方千米，當中陸地面積為18.07平方千米，而水域面積為0.04平方千米。當地共有人口692人，而人口密度為每平方千米38.21人。